# ألان لويس (لاعب كريكت)
ألان لويس (بالإنجليزية: Alan Lewis)‏ (و. 1964  م) هو لاعب كريكت، وحكم اتحاد الرغبي ‏ أيرلندي، ولد في كورك.

## التعليم
تعلم في كلية القديس أندراوس ‏
.

## روابط خارجية
- ألان لويس على موقع إي آس بي آن كريك إنفو (الإنجليزية)
- ألان لويس عل موقع إسبنسكروم (الإنجليزية)